# Live.02
Live.02 – druga koncertowa płyta grupy Isis. Koncert zawarty na płycie został zarejestrowany 19 marca 2003 roku w Sztokholmie. Album został nagrany razem z audycją radiową przez co jest uważana za najlepszą jakościowo płytę koncertową.
W listopadzie wytłoczono 1000 płyt CD zaś dopiero 6 grudnia 2005 roku wydano 750 winyli.

## Twórcy
1. Nick Zampiello – mastering
2. Jeff Caxide – gitara basowa
3. Aaron Harris – perkusja
4. Michael Gallagher – gitara
5. Bryant Clifford Meyer – elektronika, gitara
6. Aaron Turner – wokal, gitara
7. Ayal Naor – gitara w utworze "Weight"
8. Maria Christopher – gitara, wokal w utworze "Weight"
9. Greg Moss – obsługa dźwięku

## Lista utworów
1. "From Sinking" - 10:56
2. "Glisten" - 7:11
3. "Carry" - 7:30
4. "Weight" - 13:09
5. "The Beginning and the End" - 9:48
6. "Celestial (Ext./Alt. Version)" - 17:25